# Epelis carbonarius
Epelis carbonarius är en fjärilsart som beskrevs av Edward Meyrick 1895. Epelis carbonarius ingår i släktet Epelis och familjen mätare. Inga underarter finns listade i Catalogue of Life.